# Harry Litzén
Karl Harry Litzén, född 1902 i Arboga, död 1978, var en svensk posttjänsteman och politiker.

## Biografi
Harry Litzéns far Karl Johan Litzén var skomakarmästare och hans mor Karolina Andersson sömmerska från Hidinge.
Han kom som postexpeditör 1921 till postverket, där han tjänstgjorde på olika platser, bland annat i Storvik och Gävle. Efter studentexamen på Östermalms högre allmänna läroverk, efter distanskurs på Hermods Korrespondensinstitut, och fortsatt administrativ utbildning, kom han 1938 till Stockholm och verkade där som postkontrollör och postmästare fram till sin pensionering. De sista sex åren var han chef för postkontoret Stockholm 6 efter att dessförinnan sedan 1953 ha varit postmästare i Solna.
Harry Litzén var under hela sin tid intresserad av föreningsarbete och deltog aktivt i såväl politisk som facklig verksamhet. Sålunda var han ledamot av styrelsen för Folkpartiets andra krets i Stockholm under åren 1948–1957 och av kyrkofullmäktige i S:t Görans församling 1951–1954. Han var också nämndeman vid Stockholms rådhusrätt 1948–1959. Hans fackliga intresse gjorde att han togs i anspråk för styrelseuppdrag i såväl Posttjänstemännens förening som Postmästarföreningen, för vars Stockholmssektion han var ordförande i sexton år. Han var vidare ledamot av föreningen Postfolkets centralstyrelse 1953–1963. Efter pensioneringen 1968 var han verksam som redaktör och ansvarig utgivare av tidningen Postmästaren fram till 1977. Han blev riddare av Nordstjärneorden 1963.
Han var gift med posttjänstemannen Gerda Eriksson från Bergsbrunna och hade tre barn.